# Extize
Extize (Eigenschreibweise EXT!ZE) ist eine deutsch-französische Musik-Gruppe aus Heidelberg.

## Geschichte
Extize wurde 2007 von Cyb3rella (Gesang und Komposition) als Ein-Mann-Projekt gegründet. Das Projekt wurde Ende 2007, mit dem Hinzukommen von Cyb3rSlut (E-Drums), Ionic Matrix (Keyboards und Gitarre) und Cyb3rc0re (Sampling), zu einer vierköpfigen deutsch-französischen Band.
Die Club-Hits Poser und Hellektrostar wurden 2008 auf den Samplern Extreme Störfrequenz 1 und Extreme Sündenfall 7 veröffentlicht. Durch den Erfolg dieser Songs wurde das Label Trisol auf Extize aufmerksam und nahm die Band unter Vertrag.
Im Jahr 2009 erschien die erste EP Hellektrostar, die in die Deutschen Alternative Charts einstieg. Nach einer Coverstory auf dem Musikmagazin Orkus wurde Extize zu einem viel diskutierten Thema zum anwachsenden Trend der Cyberkultur.
Extize gilt, als einer der ersten Interpreten, die sich selbst der Cyber-Szene zurechneten, als Pionier der deutschen Cyber-Strömung in der schwarzen Szene. Wenige Monate nach der Hellektrostar EP erschien das erste Album FallOut Nation. Extize hatten ihren ersten Auftritt am 29. Januar 2009 auf dem Dark-Dance-Treffen in Lahr zusammen mit Szenegrößen wie SAM, Faderhead, Diorama, Henke, Eisenfunk und Reaper.

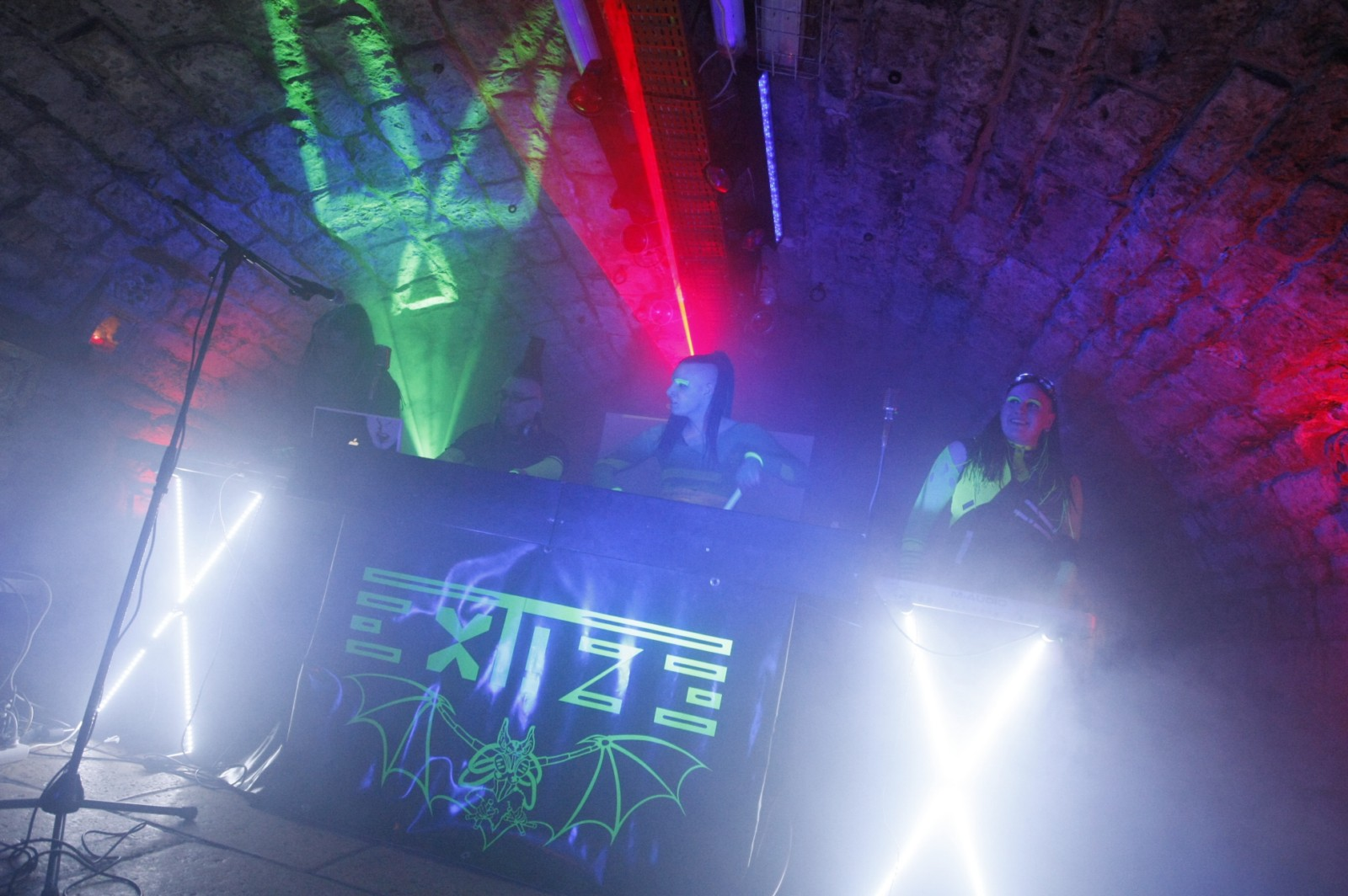
Extize live in Paris (2010)

Anfang 2010 verließ Cyb3rc0re die Band, und DJ Barus kam als neuer Live DJ in die Band. Extize spielte seitdem auf Events in Frankreich, in der Schweiz und in Deutschland. Am 23. Mai 2010 spielte die Band zum ersten Mal auf dem Wave-Gotik-Treffen in Leipzig. Im Juni 2010 veröffentlichte die Band ihre zweite EP Gothic Pussy mit einem dazugehörigen Videoclip. Zu diesem Zeitpunkt wurde auch ExtizeTV eröffnet, wo Video-Tourbooks, Impressionen und Livevideos der Band zu sehen sind. Kurz nach der Veröffentlichung von Gothic Pussy spielte Extize am 25. Juli 2010 auf dem Amphi Festival in Köln. Am 11. September 2010 war die Band Headliner auf dem Essen Originell Festival, bei dem sie die baldige Veröffentlichung eines neuen Albums ankündigte.
Das zweite Studio-Album Paradize 2069 ist am 25. Februar 2011 in einer auf 999 Stück limitierten Digi-Pack Version erschienen. Das Album besteht aus 2 CDs („Heaven“ und „Hell“), mit jeweils 15 Songs. Das Album basiert auf einer von der Band selbst verfassten Science-Fiction-Story, die in Hörbuchform auf einer speziell dafür gestalteten Website kostenlos heruntergeladen werden kann. Mit diesem Album zeigt die Band eine neue Facette von sich, die zweite CD „Heaven“ enthält vor allem Future-Pop- und Electropop-Songs und nicht den von den vorherigen Veröffentlichungen der Band gewohnten Aggrotech. Parallel dazu hat die Band ein Onlinespiel in Form eines Quiz online gestellt. Die Spieler können nach Beenden des Spiels kostenlos sechs unveröffentlichte Songs der Band herunterladen (2 Demos von 2007 und 4 Remixes). Mit Erscheinen des Albums wurde die Band zum Act des Monats im Magazin Orkus gewählt.
Kurz nach Erscheinen des neuen Albums Paradize 2069 hat die Band ihr zweites Video zum Lied Headquake veröffentlicht.
2011 wurde der Keyboarder Ionic Matrix durch Jan Dysfunction ersetzt. 2011 gewann das EXT!ZE DJ TEAM den Cyber-Culture Music Award in der Kategorie bester DJ National. Kurz darauf veröffentlichte die Band ihren dritten Musik-Videoclip, was ein Cover des 90er-Jahre-Hits Freed from Desire von Gala Rizzatto war.
2012 veröffentlichte die Band eine EP unter dem Namen Arschloch EP, welche sich 8 Wochen in den Deutschen Alternative Charts hielt. Der Titelsong Arschloch Alarm wurde so zu einem der Szene Clubhits. Im Video zum Song zerstören die Bandmitglieder Gummienten.
2013 veröffentlichte die Band das dritte Album unter dem Namen Anarchy Engineers sowie ihr fünftes Musikvideo „Kiss&Kill“. Im gleichen Jahr wurden die Musikvideos „Kiss&Kill“ und „HeadQuake“ auf IM1 (I Musik One TV)bei der Sendung Orkus TV ausgestrahlt. Im Juni desselben Jahres trat der Schlagzeuger Mondi der Band bei.
Im Januar 2014 veröffentlichte Extize das vierte Studioalbum unter dem Namen Don't Fuck With An Angel über das Label darkTunes Music Group. Zum Lied Someone Else dieses Albums drehte die Band ein Video.

## Diskografie
- Hellektrostar EP (EP, 2009; Trisol)
- FallOut Nation (Album, 2009; Trisol)
- Gothic Pussy (Maxi EP, 2010; Trisol)
- Paradize 2069 (Album, 2011; Trisol)
- Arschloch EP (EP, 2012; Trisol)
- Anarchy Engineers (Album, 2012; Future Fame)
- Don't Fuck With An Angel (Album, 2014; darkTunes/Future Fame)

Beiträge zu Kompilationen
- Extreme Traumfänger 7 (2008)
- Extreme Schwarze Nacht 3 (2008)
- Extreme Störfrequenz 1 (2009)
- Extreme Sündenfall 7 (2009)
- Orkus Compilation 54 (2009)
- Gothic Compilation 65 (2009)
- Sonic Seducer Cold Hands 100 (2010)
- Endzeit Bunkertracks V (2010)
- Amphi Festival 2010 (2010)
- Endzeit Bunkertracks VI (2012)
- Nachtaktiv Sampler Dezember 2012 (2012)
- Nachtaktiv Sampler Februar 2013 (2013)

Remixe
- Aggressionslevel 4.0 - Laboratory of Joy (EXT!ZE EXTASE-X RMX)
- Genetic Disorder - Anästhetikum (Painless Mix by EXTIZE)
- PS Kabelsalat - Das Ende der Welt (EXT!ZE REMIX FORM H3LL)
- Santa Hates You - Z.O.M.B.I.E (REAN!MATED by EXT!ZE)
- Suono - And the party never dies (HarderLouderStronger RMX by EXT!ZE)
- V2A - Intruder Alert (Dronestep RMX by EXT!ZE)
- V2A - Jesus Loves You (Extize's Raving Christ RMX)
- Weena Morloch - Herz und Faust (F!STED by EXT!ZE)

Featurings
- We are the night (feat. Nexus Nemesis)
- Ghost on Earth (feat. Inline Sex Terror)
- Connect to Paradize (feat. Ad Inferna)
- Requiem D-Mol (feat. Seileen)
- Last Samurai (feat. T3rr0r 3rr0r)
- Thunder (feat. Violet Light Syndrome)
- Sternenjäger (feat. Desastroes)
- Syndichate (feat. Rave The Reqviem)
- What the Hell? (feat. Steven Johnson)
- 2 Fratzen (feat. Schramm)
- When Angels Fall (feat. Cynical Existence)

## Musikvideos
- Gothic Pussy (2010)
- HeadQuake (2011)
- Freed From Desire (Gala Tribute) (2011)
- Arschloch Alarm (2012)
- Kiss & Kill (2012)
- Someone Else (2014)

## Auszeichnungen
- 2009: Orkus: Newcomer of the month september 2009
- 2009: Hellektrostar EP: Platz #14 in den Deutschen Alternativ-Charts (ein Monat)
- 2011: Orkus: Act des Monats Februar 2011
- 2011: Cyber-Culture Music Award (CCMA): Bester DJ National (EXT!ZE DJ TEAM)
- 2012: Arschloch EP: Platz #10 in den Deutschen Alternativ-Charts (zwei Monate)
- 2013: Die Musik-Videos Kiss & Kill und HeadQuake wurden im TV auf IM1 ausgestrahlt
- 2013: Dark Belarus Awards 2012: Anarchy Engineers auf Platz 19 der besten Alben in Russland